# 枸杞酒
枸杞酒，以枸杞果实酿造或浸泡的酒。而酿造的枸杞酒又分蒸馏酒和酿造酒两种。

## 历史
枸杞酒很早就在中国酿造，至少在汉代就有枸酿的记录。